# Bas-Intyamon
Bas-Intyamon é uma comuna da Suíça, no Cantão Friburgo, com cerca de 1.047 habitantes. Estende-se por uma área de 33,27 km², de densidade populacional de 31 hab/km². Confina com as seguintes comunas: Charmey, Grandvillard, Gruyères, Haut-Intyamon.
A língua oficial nesta comuna é o Francês.